# عبد الله أحمد جامع
عبد الله أحمد جامع "إلكجير" (بالصومالية: Cabdulaahii Axmed Jamac Ilkajir)‏ قائد عسكري وسياسي صومالي شغل منصب وزير الداخلية في ولاية بونتلاند ومنصب وزير التربية التعليم في جمهورية الصومال
عمل وزيرا للداخلية في ولاية بونتلاند في الفترة ما بين يناير 2009 وفبراير 2014.
في 12 يناير 2015 شكّل رئيس الوزراء الصومالي عمر شارماركي حكومة ضمت وزير التربية والتعليم الجنرال عبد الله أحمد جامع إلكجير، إلا أن مجلس النواب رفض منح الثقة للحكومة المشكلة، اعتراضا على تعيين وزراء سابقين، ما أدى إلى تشكيل حكومة أخرى مصغرة بعد أسبوعين فقط، وعُينت الوزارة خضرة بشير علي في منصب وزيرة التربية والتعليم خلفا للوزير إلكجير.
في 27 يناير 2015 عُيّن عبد الله أحمد جامع وزيرا للعدل وشغل المنصب حتى 29 مارس 2017  وخلفه في المنصب حسن حسين حاجي. 
في 2 أغسطس 2022 عيّنه رئيس الوزراء حمزة عبدي بري وزيرا للموانئ. 

## خلفية تاريخية
ولد عبد الله أحمد جامع في 13 مارس 1951 في مدينة عيرجابو شمال الصومال، أكمل تعليمه الابتدائي في قرية ديحا القريبة من عيرجابو، وبعد إكماله التعليم الثانوي درس في المركز الوطني لتعليم المعلمين (NTEC) (لفولي) في العاصمة الصومالية مقديشو، انضم لاحقا إلى الجيش الوطني الصومالي و خضع لتدريبات عسكرية في الأكاديمية العسكرية في أوديسا (أوكرانيا) ، حيث حصل على البكالوريوس في العلوم العسكرية عام 1973.
التحق بكلية الأركان في العاصمة المصرية القاهرة حيث حصل على الماجستير في العلوم العسكرية في الفترة ما بين 1980 و1983، وحصل على دبلوم في الاستراتيجية وصنع القرار من الكلية الحربية للجيش الأمريكي في كارلايل، بنسيلفانيا ما بين عامي 1988 و1989، بعدها حصل على شهادة في المحاسبة من كلية بريان وستراتون في نيويورك عام 2000.
شغل إلكجير العديد من المناصب في الجيش الوطني الصومالي، بدءا من قائد كتيبة وصلا إلى قيادته للجيش، وكان أصغر ضابط يرأس غرفة العمليات العسكرية في الجيش الوطني الصومالي.
شارك إلكجير في حرب أوغادين عام 1977، حيث حصل على ميداليتين برونزيتين وميدالية فضية للشجاعة بالإضافة إلى العديد من شهادات الاستحقاق على سلوكه المتميز.

## بونتلاند
في أغسطس 2008 ترشح إلكجير في الانتخابات الرئاسية ولاية بونتلاند،  ولاقى ذلك ترحيبا من أبناء محافظة سناج. 
بعد إقصائه من السباق الرئاسي وفوز عبد الرحمن محمود فرولي  عينه الأخير وزيرا للداخلية في حكومة بونتلاند في خطوة اعتبرها محاولة بها لتسوية الخلافات السياسية وكسب جميع الأطراف. 
وتمثلت مسؤوليات وزير الداخلية إلكجير بشكل رئيسي في تعيين محافظي الأقاليم. 